# 白坊主

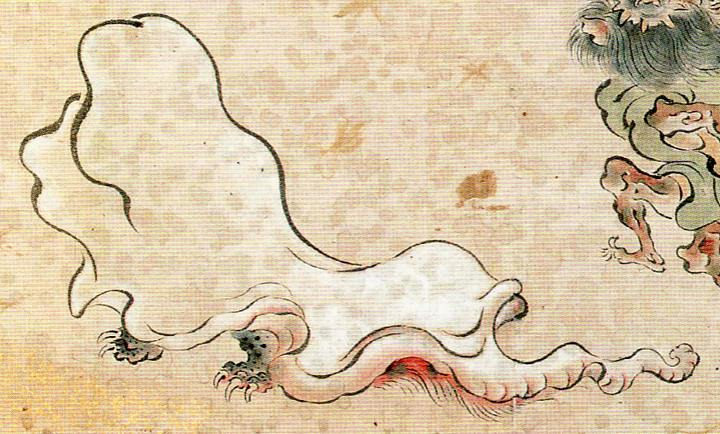
『百鬼之圖』、擁有四肢的白布妖怪

白坊主（日语：／）是日本各地傳說的妖怪。一般認為是白色坊主（和尚）樣貌的妖怪，根據地區的不同，有不同的傳承。

## 傳承
流傳在靜岡縣、大阪府、和歌山縣、廣島縣、熊本縣，其中以大阪的傳承較知名。
在大阪府南部，傳說人們會在夜間的街頭遭遇到它，卻無更具體的故事。有狸變化而來之說，但並不確定。在大阪和泉，據說有目・鼻・口・手足都模糊不清，穿著白布的和尚，或是像氣球一樣又大又圓的妖怪，不論何者都只是嚇人而已。一說認為它類似見越入道，但與見越入道不同的是，它不會在遇到的人面前變大，也有它是野箆坊的一種之說。

## 關連項目
- 幽靈